# Протести в Абхазії (2014)
Протести в Абхазії 2014 — акція протесту перед будівлею Адміністрацією Президента Абхазії у місті Сухумі, що відбувся 27 травня 2014 року, учасники якої вимагали від президента республіки Олександра Анкваба відставки уряду та голів Очамчирського, Гальського та Ткуарчальського районів, проведення реформ, зокрема у владній сфері, боротьби з корупцією, вирішення питання паспортизації тощо. Мітинг завершився захопленням адміністративної будівлі, правоохоронці спротиву демонстрантам не чинили. Президент Олександр Анкваба залишив будівлю, за інформацією ЗМІ попередньо давши згоду на відставку уряду, генерального прокурора та голів двох районів Абхазії. Для урегулювання кризи Росія направила до Абхазії радника Володимира Путіна Владислава Суркова та заступника секретаря Ради безпеки РФ Рашида Нургалієва. Олександр Анкваб назвав захоплення Адміністрації Президента спробою державного перевороту.
28 травня один з лідерів опозиції Рауль Хаджимба повідомив про створення тимчасової «Координаційної ради», яка взяла на себе керівництво республікою. Крім того, парламент Абхазії скликав позачергове засідання, на якому розглядатиметься питання відставки уряду та президента. Абхазький парламент відправив у відставку уряд та запропонував президентові піти з посади; 1 червня Олександр Анкваб добровільно пішов у відставку з метою збереження стабільності у країні. Виконувачем обов'язки президента республіки було призначено спікера парламенту Валерія Бганба.